# Râul Valea Pordei
Râul Valea Pordei, în trecut Valea Lungă sau Pârâul Parde (în maghiară Párdépatak sau Hosszu Völgy) este un afluent de stânga al râului Arieș. Izvorăște la sud-vest de satul  Săndulești. Se varsă în Arieș în zona sudică a orașului Turda.

## Descriere
Râul Valea Pordei curge, până la intrarea în Turda, pe o direcție aprox. NV-SE, între Dealul Zânelor (la nord) și Dealul Șuia (la sud). În dreptul casei nr.55 de pe strada Cheii, părâul îsi schimbă brusc direcția, urmând un curs N-S, de cca 300 m, până la vărsarea în Arieș. Pe teritoriul orașului are o lungime de cca 0,5 km.

## Galerie de imagini

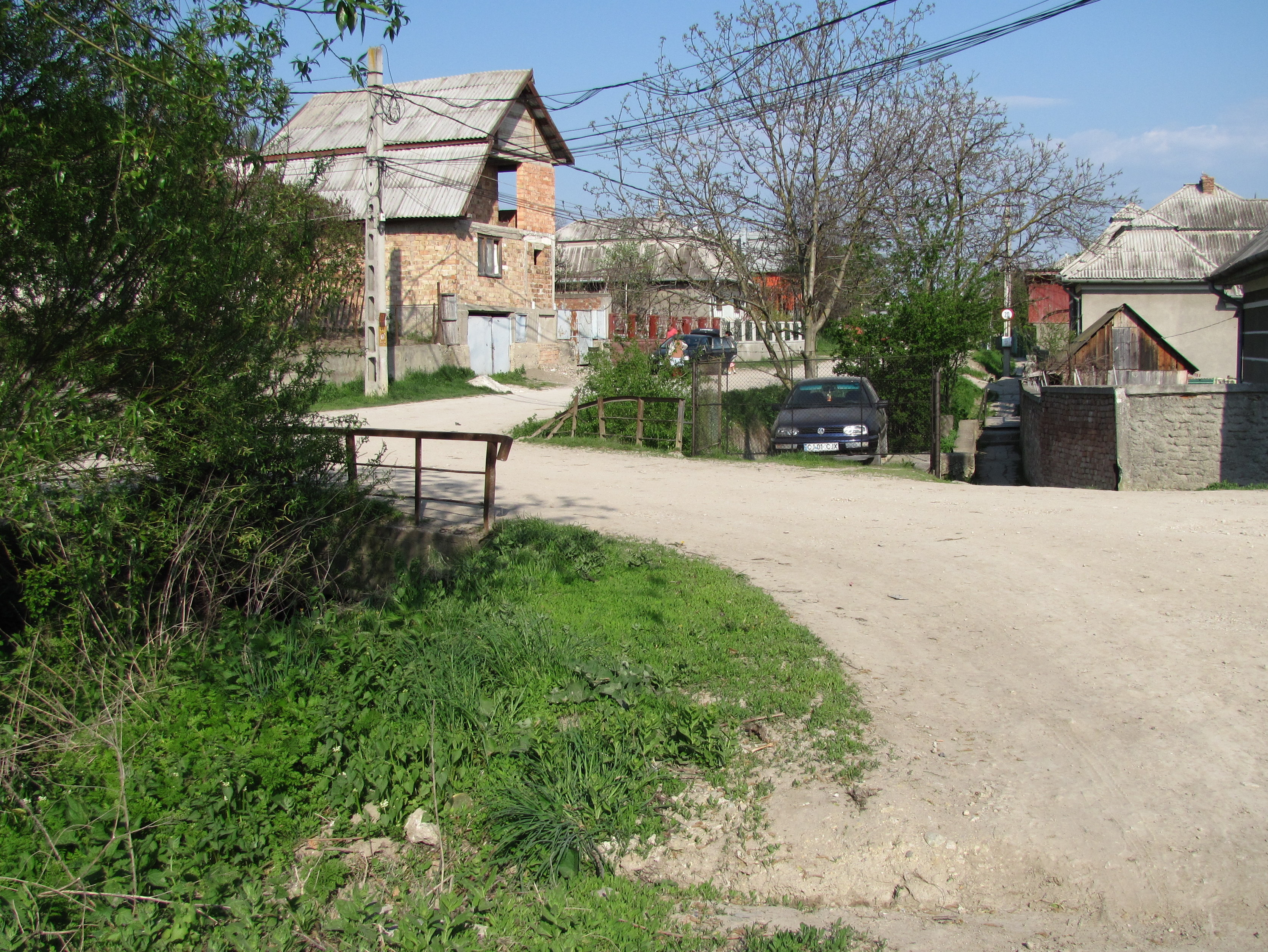
Pod peste Pârâul Pordei (str.Cheii)
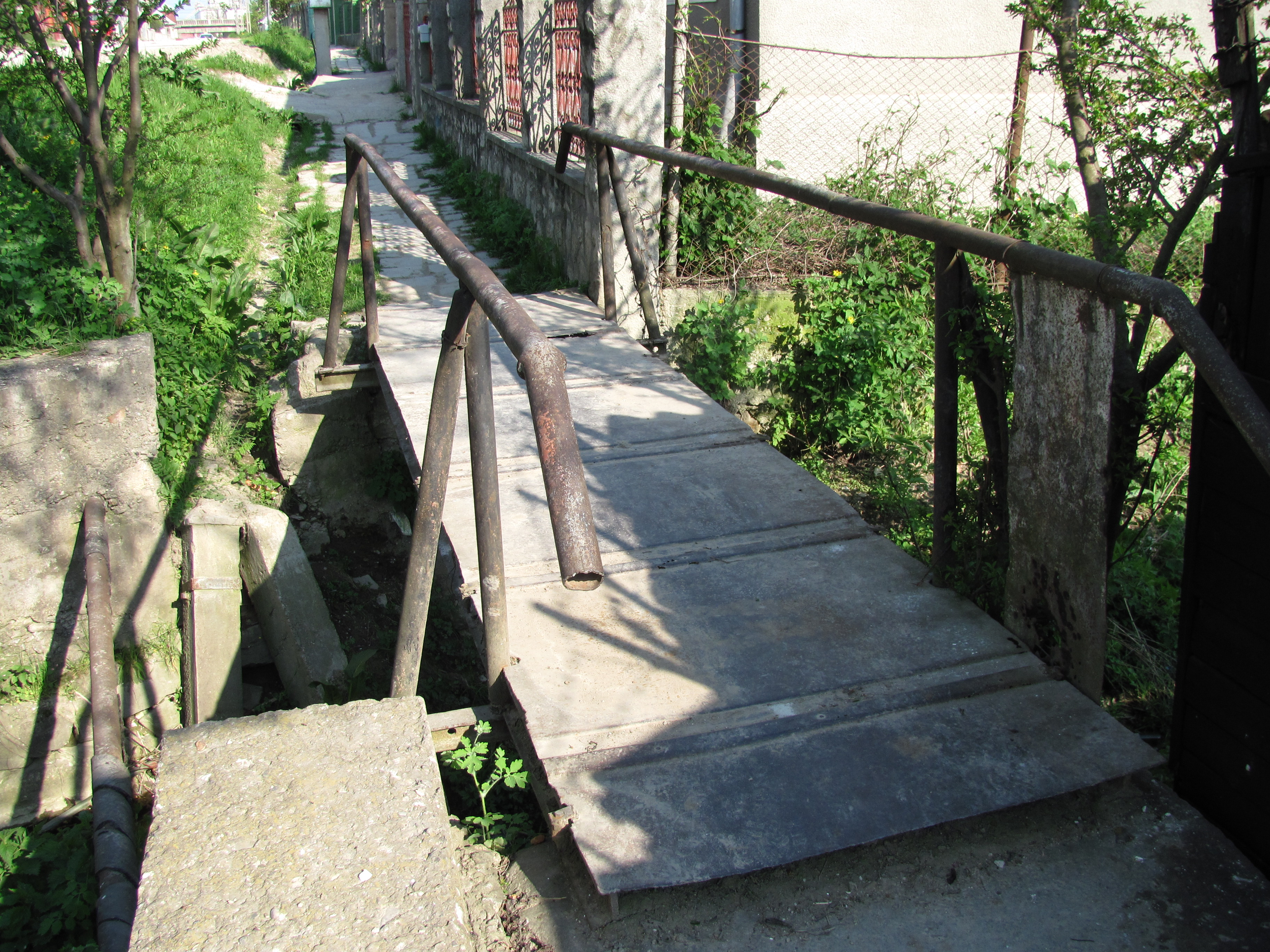
Punte peste Pârâul Pordei (str.Cheii)
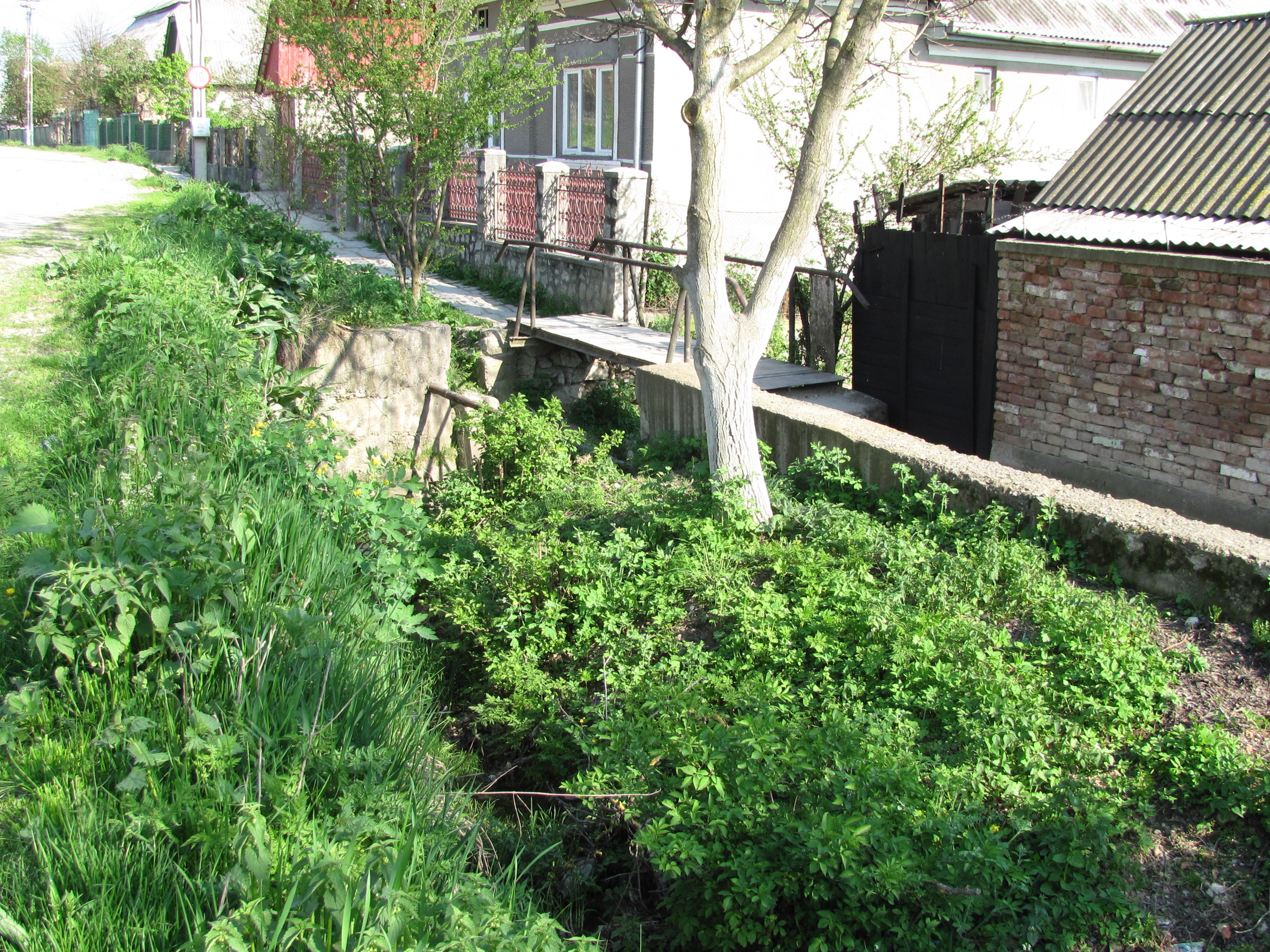
Punte peste Pârâul Pordei (str.Cheii)